# Seutera
Seutera är ett släkte av oleanderväxter. Seutera ingår i familjen oleanderväxter.
Kladogram enligt Catalogue of Life:
| Seutera | \| \| Seutera angustifolia \| \| \| \| \| \| Seutera palmeri \| \| \| \| |
|         | \| \| Seutera angustifolia \| \| \| \| \| \| Seutera palmeri \| \| \| \| |
|         | Seutera angustifolia                                                     |
|         |                                                                          |
|         | Seutera palmeri                                                          |
|         |                                                                          |